# Michael Adams
Michael Adams (nacido el 17 de noviembre de 1971 en Truro, Cornualles (Inglaterra, Reino Unido), es un Gran Maestro de ajedrez británico.
Ocupa (en noviembre de 2021) el puesto 26 en el ranking de la Federación Internacional de Ajedrez (FIDE) con un elo de 2729; es además el primer jugador británico de dicha lista.

## Historial deportivo
En 1989, obtiene el título de Gran Maestro. En 1993, comparte el primer puesto (con Anand) en el torneo de candidatos de Groninga versión Professional Chess Association (PCA). En los encuentros eliminatorios es eliminado en segunda ronda por Anand. En 1994 juega el torneo de candidatos versión FIDE siendo eliminado por Borís Gélfand en primera ronda. En 1997, participa en el campeonato del mundo FIDE, que por primera vez se celebraba por eliminatorias en vez del formato clásico. En este evento participaron la mayoría de los mejores jugadores del mundo (con la excepción de Kaspárov, Krámnik y Kamsky). Adams llegó a la final donde fue derrotado por Anand. En este encuentro final, las primeras cuatro partidas a ritmo normal terminaron en tablas, así como las siguientes 4 partidas a ritmo rápido. Anand sólo pudo alzarse con la victoria en las partidas a 5 minutos. En 2004, de nuevo Adams alcanza la final del campeonato del mundo versión FIDE. Esta vez pierde ante Kasimdzhanov, de nuevo en las partidas rápidas, tras terminar las 6 primeras partidas a ritmo normal 3-3.
Entre sus otros importantes logros, se encuentran: primero en Dos Hermanas 1995 (junto con Kárpov y Kamsky), primero en Dortmund 1998 (con Krámnik y Svidler) y primero en solitario en Dos Hermanas 1999, por delante de Krámnik, Anand, Svidler, Kárpov, Topalov y Judit Polgár, entre otros.
En septiembre del 2005, Adams jugó el torneo por el título de Campeón Mundial en San Luis, Argentina. Acabó séptimo de ocho participantes.
En abril de 2008, Michael Adams se consagró campeón del II Magistral Ruy López disputado en Mérida. Logró 5,5 puntos y superó de esa manera al chino Zhang Penxiang, que obtuvo 5.

## Campeonatos nacionales y por equipos nacionales
Fue dos veces ganador del Campeonato de Gran Bretaña de ajedrez, en los años 1989 y 1997.
Participó representando a Inglaterra en doce Olimpíadas de ajedrez en los años 1990, 1992, 1994, 1996, 1998, 2000, 2002, 2004 2006, 2008, 2010 y 2012.

## Cuartos de final de Candidatos contraShírov, mayo-junio,Elistá,Kalmukia, 2007
| Jugador       | R1 | R2 | R3 | R4 | R5 | R6 | Desempate        | Total |
| ------------- | -- | -- | -- | -- | -- | -- | ---------------- | ----- |
| Michael Adams | =  | =  | =  | 1  | =  | 0  | 0.5 (Eliminado)  | 3.5   |
| Alexéi Shírov | =  | =  | =  | 0  | =  | 1  | 2.5(Clasificado) | 5.5   |